# Alexandra London
Alexandra Claire Elisabeth London (* 29. April 1973 in Paris) ist eine französische Schauspielerin.
Nach einer Nebenrolle in Les maris, les femmes, les amants (1989) wurde die gebürtige Pariserin  1991 durch die Hauptrolle der Marguerite an der Seite Jacques Dutroncs in Maurice Pialats Van Gogh bekannt. Es folgten die Titelrolle in Jean-Daniel Verhaeghes Balzac-Verfilmung Eugénie Grandet (1994) und die Rolle der Géraldine, Tochter von Michel Serrault und Sabine Azéma, in Étienne Chatiliez’ Das Glück liegt in der Wiese (1995). Weitere Produktionen waren u. a. Mémoires d’un jeune con, Der Schrei der Seide (1996), Die Alptraumnacht (1998) und Die Unbekannte aus der Seine (2003), sowie daneben zahlreiche Fernsehproduktionen, darunter von 2003 bis 2006 die Rolle der Capitaine Florence Bailly in der Serie La Crim’.

## Filmografie (Auswahl)
- 1989: Les maris, les femmes, les amants
- 1991: Van Gogh
- 1994: Eugénie Grandet
- 1995: Das Glück liegt in der Wiese (Le bonheur est dans le pré)
- 1996: Mémoires d’un jeune con
- 1996: Der Schrei der Seide (Le cri de la soie)
- 1998: Die Alptraumnacht (Un fait divers)
- 1999: Pourquoi pas moi?
- 2000: Flucht wider Willen (Paris-Deauville)
- 2002–2005: La Crim’ (Fernsehserie, 26 Folgen)
- 2003: Die Unbekannte aus der Seine (Aurélien)
- 2004: L’ennemi naturel
- 2009: Je vais te manquer
- 2010: Profiling Paris (Fernsehserie, 1 Folge)